# Принцип двойственности (теория множеств)
Принцип двойственности в теории множеств — утверждение о свойствах операций над множествами. 

## Формулировка
Пусть дано множество {\displaystyle M}. Рассмотрим систему всех его подмножеств. Справедливо следующее предложение: если верна теорема о подмножествах множества {\displaystyle M}, которая формулируется лишь с использованием операций объединения ({\displaystyle A\cup B}), пересечения ({\displaystyle A\cap B}) и дополнения ({\displaystyle {\overline {A}}}), то верна также и теорема, получающаяся из данной путём замены операции объединения и пересечения соответственно операциями пересечения и объединения, пустого множества {\displaystyle \emptyset } — множеством {\displaystyle M}, а множества {\displaystyle M} — пустым множеством. 

## Примеры
- Теорема. Для любых подмножеств {\displaystyle A}, {\displaystyle B} и {\displaystyle C} множества {\displaystyle M} верно, что {\displaystyle (A\cup B)\cap C=(A\cap C)\cup (B\cap C)}.

Из данной (верной) теоремы по принципу двойственности может быть получено аналогичное утверждение со следующим равенством: {\displaystyle (A\cap B)\cup C=(A\cup C)\cap (B\cup C)}.
- Теорема. Для любого подмножества {\displaystyle A} множества {\displaystyle M} верно, что {\displaystyle A\cap {\overline {A}}=\emptyset }.

Из данной (верной) теоремы по принципу двойственности может быть получено аналогичное утверждение со следующим равенством: {\displaystyle A\cup {\overline {A}}=M}.
Важно отметить, что принцип двойственности применим только в тех случаях, когда утверждение теоремы постулирует равенство двух выражений над множествами; в других случаях он может нарушаться. Например, для любых подмножеств {\displaystyle A} и {\displaystyle B} множества {\displaystyle M} верно, что {\displaystyle A\cap B\subseteq A\cup B}; однако двойственное утверждение ({\displaystyle A\cup B\subseteq A\cap B}) неверно.